# 佩德羅加爾韋斯區
7°19′53″S 78°10′07″W / 7.3315°S 78.1686°W
佩德羅加爾韋斯區（西班牙語：Distrito de Pedro Gálvez），是秘魯的一個區，位於該國北部卡哈馬卡大區的聖馬科斯省，面積238.7平方公里，海拔高度2,251米，2005年人口17,109，人口密度每平方公里72人。